# 林正二
林正二（1952年1月2日—2023年1月22日），中華民國政治人物，阿美族人，曾任職國民大會代表、臺灣省議員、立法委員。林正二涉嫌於2007年賄選，2011年7月被判當選無效確定，喪失立委資格，最高法院則於2013年7月13日判決判處林有期徒刑1年8月、褫奪公權1年5月定讞，親民黨立法院黨團不足3人、依《立法院組織法》規定無法組成黨團。

## 早年
1994年，競選省議員，因太麻里樁腳陳勇義涉嫌賄選，遭法院判當選無效之訴並遭解職。因刑事部分尚未定讞，投入省議員的補選，再次高票當選。

## 從政

### 涉案潛逃
2008年2月，林正二因涉嫌指示幕僚在2007年11月8日晚間免費宴請選民，並贈送赴宴選民市價300元的背心，遭桃園地檢署依違反選罷法起訴，具體求刑3年8個月，同時一併提起當選無效之訴。林正二表示，當天參加餐敘的並非選民而是幹部；背心上繡有「林正二服務團隊」，屬工作服，不是贈品，沒有對價關係。。
2010年7月26日，台灣高等法院二審宣判，合議庭駁回林正二的上訴，維持原審當選無效的判決確定。至於林正二被控買票的刑事官司，一審時，林被判2年徒刑、緩刑3年，高院在2010年6月2日以「送禮拜票未必構成賄選」，改判他無罪。檢方不服提出上訴。
臺灣高等法院更二審判決則認定林正二等人有宴請選民餐會的事實，林也到場尋求支持，已涉及對選民交付不正利益及期約投票支持，構成賄選事證明確，改判林1年8月、褫奪公權1年5月，且認定不應給予緩刑宣告。林正二的國會助理莊林素貞、林的桃園服務處處長陳泰宇、林榮昌等3人，均1年7月徒刑、褫奪公權1年；林正二等四人均可上訴。
最高法院則於2013年7月13日判決判處林1年8月、褫奪公權1年5月定讞，解除立委職務。
此外林正二曾於2006年初指示助理徐文保與數個鄉鎮首長勾結，替鄉鎮市公所向體委會、環保署、觀光局等爭取補助款，再向內定廠商收25%回扣，立委拿15%，鄉鎮長分10%。2014年12月29日，台中地院依貪汙罪判林正二20年徒刑，徐文保18年、前花蓮市長蔡啟塔15年，另有多家廠商被判罰金。
他因數個貪污和賄選罪，合計被判刑73年8個月，應執行14年。他在入獄前偷渡至中國福建省，在2023年1月22日病逝。

## 選舉紀錄
| 年度 | 選舉屆數               | 選舉區           | 所屬政黨   | 得票數 | 得票率 | 當選標記 | 備註 |
| ---- | ---------------------- | ---------------- | ---------- | ------ | ------ | -------- | ---- |
| 1991 | 第二屆國民大會代表選舉 | 平地山胞         | 中國國民黨 | 13,343 | 32.75% |          |      |
| 1994 | 第十屆台灣省議員選舉   | 平地原住民南區   | 中國國民黨 | 11,661 | 52.94% |          |      |
| 1998 | 第四屆立法委員選舉     | 平地原住民選舉區 | 中國國民黨 | 11,182 | 18.56% |          |      |
| 2001 | 第五屆立法委員選舉     | 平地原住民選舉區 | 親民黨     | 13,385 | 19.59% |          |      |
| 2004 | 第六屆立法委員選舉     | 平地原住民選舉區 | 親民黨     | 8,045  | 12.72% |          |      |
| 2008 | 第七屆立法委員選舉     | 平地原住民選舉區 | 親民黨     | 11,925 | 18.20% |          |      |
| 2012 | 第八屆立法委員選舉     | 平地原住民選舉區 | 親民黨     | 13,992 | 14.25% |          |      |

## 爭議
酒駕事件
2006年9月29日，林正二深夜酒駕肇事，抽血檢驗結果酒精濃度高達零點七一六，台東縣警察局將補做筆錄後依公共危險罪嫌函送台東地檢署偵辦。 
提案並投票支持民代貪污除罪法案《會計法》
2012年，林正二與林滄敏、楊瓊瓔、張嘉郡與陳雪生等泛藍立委共同提出《會計法》第99-1條修正案，對不實核銷與特別費有相同性質的研究費、公費助理費及加班費、業務費、出國之考察費或事務補助費之民意代表及村（里）長都不追究行政及民事責任，如涉及刑事責任也不罰，讓包括立委在內眾多官司纏身的民代能脫身，也使具黑社會背景之顏清標於擔任臺中縣議長期間喝花酒報公帳一千八百餘萬元遭依「公務員利用職務詐取財物罪」判處三年六月、褫奪公權三年將獲得除罪，引起各界撻伐。